# 天利氮气制品厂旧址
天利氮气制品厂旧址是中華人民共和國上海市普陀區的歷史建築，位于云岭东路345号的上海化工研究院内。1999年被公布为上海市第三批优秀历史建筑，2009年6月被公布为第二批普陀区登记不可移动文物。2019年入選中国工业遗产保护名录第二批名单。

## 天利氮气制品厂
天利氮气制品厂由吴蕴初创设，1935年投产。占地面积约3.5万平方米。

## 建築
现存历史建筑有合成氨车间、硝酸车间、氢气储气罐等。合成氨车间建于1934年，由美国人设计，建筑面积1000平方米，砖木结构一层。硝酸车间建于1934年，建筑面积约1100平方米，硝酸车间有一個塔楼，高四层，木质屋顶。车间内还保留了建厂之初由吴蕴初购自美国的两台氢气压缩机，以及中華人民共和國建国后、文革、改革开放等各个时期的设备。氢气储气罐建于1935年，钢质，直径17.2米，储气量约1400立方米。天利氮气制品厂旧址仍然由上海化工研究院使用。